# Metaphycus edor
Metaphycus edor är en stekelart som beskrevs av Emilio Guerrieri och John S. Noyes 2000. Metaphycus edor ingår i släktet Metaphycus och familjen sköldlussteklar.
Artens utbredningsområde är Spanien. Inga underarter finns listade i Catalogue of Life.